# Marine Luchtvaartdienst

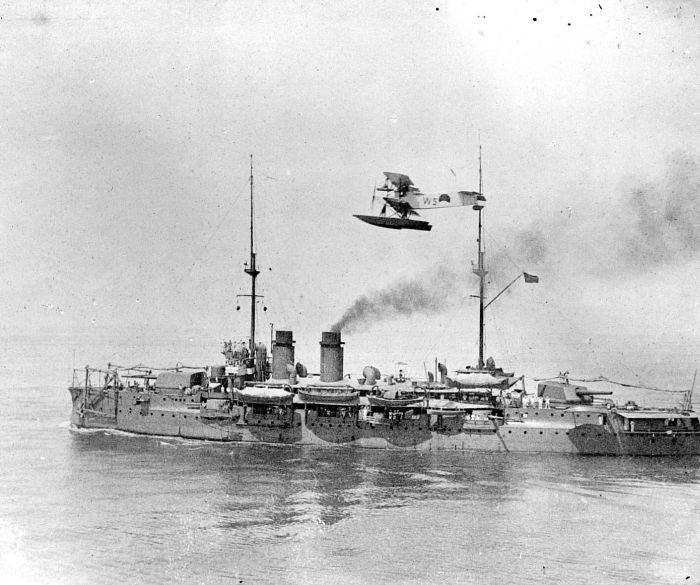
Pantserschip De Zeven Provinciën in de Straat van Malakka met erboven een Van Berkel W-A watervliegtuig.

De Marine Luchtvaartdienst (MLD) was een onderdeel van de Koninklijke Marine. De MLD werd opgericht op 18 augustus 1917.
Op 4 juli 2008 onderging de MLD, die inmiddels alleen helikopters had, een gedaanteverandering. De helikopters werden samen met die van de Koninklijke Luchtmacht geïntegreerd in het nieuwe Defensie Helikopter Commando (DHC) en onder commando van het Commando Luchtstrijdkrachten gebracht. Ongeveer een kwart van het personeel is nog van de marine afkomstig, het marinepersoneel binnen het DHC vormt, onder leiding van een groepsoudste, de Marine Luchtvaartdienst.

## Oprichting

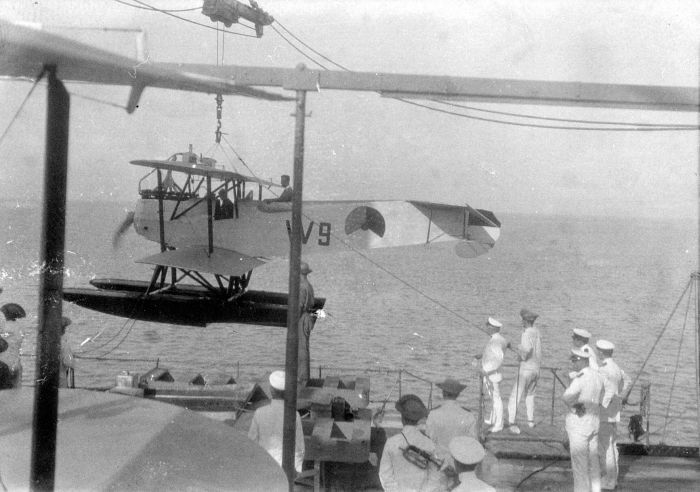
Van Berkel watervliegtuig W-A wordt in het water getakeld in Nederlands-Indië.

De eerste plannen voor een vliegdienst voor de Nederlandse marine ontstonden in 1913 en waren gericht op het verbeteren van de mogelijkheden voor verkenningsvluchten. In juli 1914 kreeg de marine haar eerste vliegtuig, een nieuwe Farman HF.22, om marinepiloten op te leiden tot nautische vlieger. Samen met de vliegdienst van de Koninklijke Landmacht oefende men vanaf de Vliegbasis Soesterberg. In april 1916 verhuisde het marinevliegtuig naar het Marinevliegkamp Schellingwoude en in 1917 nogmaals naar het nieuwe marinevliegkamp De Mok op Texel.
Op 18 augustus 1917 werd de Marine Luchtvaart Dienst formeel opgericht. In die tijd was de gedachte dat een aparte vliegdienst voor de marine gerechtvaardigd was doordat maritieme vliegers maritieme capaciteiten moesten bezitten. Nog hetzelfde jaar verhuisde de MLD eerst naar Veere en vervolgens naar Vliegveld de Kooy bij Den Helder. Aanvankelijk werd de MLD vooral voorzien van Nederlandse vliegtuigen van Van Berkel, Fokker, Koolhoven en Spyker. Vanaf 1926 deden ook buitenlandse types hun intrede. Hieronder de bekende Dornier Wal die vooral in Nederlands-Indië werd ingezet, vanaf vliegkamp Tandjong Priok (Java; vanaf 1919 in gebruik) en vliegkamp Morokrembangan (Soerabaja; vanaf 1926 in gebruik).

## Tweede Wereldoorlog - Europa
In 1940 beschikte de MLD niet meer over vliegtuigen om vlootbasis Den Helder te verdedigen. Dit was de taak van de Fokker D.XXI-toestellen van de landmacht op De Kooy. Maar ondanks hevige tegenstand waren zij op 10 mei 1940 niet opgewassen tegen de Duitse overmacht. Een aantal MLD-vliegers zag wel kans om met acht Fokker T.VIIIw torpedobommenwerpers naar Engeland te vluchten. Op 22 mei 1940 arriveerden zij op de Royal Air Force (RAF) basis Calshot.
In augustus 1940 volgde de oprichting van de squadrons 320 Dutch Squadron RAF en 321 Dutch Squadron RAF met respectievelijk Fokkers T-VIIIw en Avro Ansons-toestellen. Die werden ingedeeld bij het Britse Coastal Command. Deze toestellen bleken in oorlogssituaties niet te voldoen. Vervangers waren de Lockheed Hudsons. Deze vliegtuigen moesten konvooien begeleiden en beschermen, maar ook vijandelijke ertstransporten op de scheepvaartroute Narvik-Rotterdam aanvallen. De grote verbetering kwam toen het squadron de beschikking kreeg over B-25 Mitchell middelzware bommenwerpers en werd ingedeeld bij de 2nd Tactical Air Force van de RAF. Op 17 augustus 1943 voerde 320 Dutch Squadron RAF zijn eerste bombardement uit op de rangeerterreinen van Calais. Dit was het begin van 3500 missies waarbij 140 man om het leven kwamen. Zonder afbreuk te doen aan andere krijgsmachtonderdelen, kan gezegd worden dat 320 Dutch Squadron RAF het productiefste onderdeel van de Nederlandse krijgsmacht was tijdens de Tweede Wereldoorlog. Op 2 augustus 1945 kwam het squadron onder de Marine Luchtvaartdienst en werd pas in 2005 opgeheven.

## Tweede Wereldoorlog - Nederlands-Indië

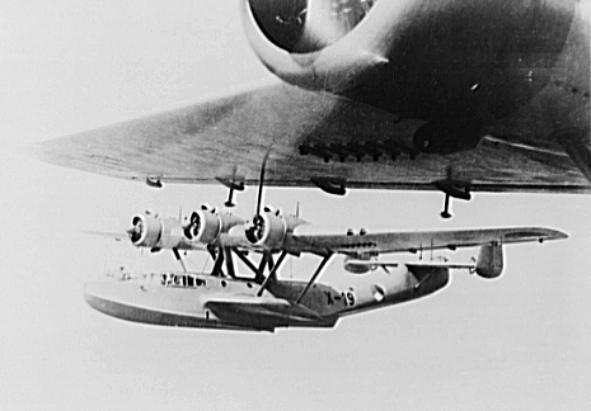
MLD Do 24K-1 X-19 op patrouille in Nederlands-Indië, 1941

Het zwaartepunt van de MLD lag onbetwist in Nederlands-Indië. Zo voerde de vliegtuigen veel verkenningsvluchten uit voor de vloot. Vlak voor het uitbreken van de oorlog beschikte de MLD over 34 vliegboten van het type Dornier Do 24K en 25 Consolidated PBY Catalina vliegboten, 8 Fokker C-XI W drijvervliegtuigen voor de kruisers en 10 verouderde Fokker T.IVa’s. Het materieel was goed, maar in aantal onvoldoende om begin 1942 de invasie van een Japanse overmacht tegen te houden. De nog beschikbare vliegtuigen weken uit of werden door eigen personeel vernietigd.

### Hr. Ms. Vliegboot X-22
Op 13 december 1941 raakte de Do 24K X-22 als eerste Nederlandse vliegtuig in gevecht met drie Japanse jachtvliegtuigen. Eén jachtvliegtuig werd neergeschoten, de twee andere jagers deinsden daarna af.
Op 14 december 1941 werd door Japanse vliegtuigen een aanval uitgevoerd op Terempah, op het eiland Terempa (Straat Karimata). De lokale bevolking werd met hulp van Dornier-vliegboten van de MLD (vlieggroep GVT 3) overgebracht naar Tandjong Pinang (Riouw Archipel). Het was de eerste Japanse aanval op een deel van Nederlands-Indië tijdens de Tweede Wereldoorlog.

### Hr. Ms. Vliegboot X-32 & X-34
Op 17 december 1941 wist de Dornier Do 24K vliegboot X-32 van de vlieggroep GVT 7 uit Tarakan onder commando van Bastiaan Sjerp de Japanse torpedobootjager Shinonomé van de Fubuki-klasse tijdens de Japanse landingen bij Miri (Brits-Borneo) te bombarderen, waarbij het Japanse schip met twee voltreffers tot zinken werd gebracht. De Do 24 X-34 wist daarop een ander Japans schip aan te vallen maar werd echter neergeschoten door een Japans boordvliegtuig van de Kamikawa Maru, waarna het genoodzaakt was om een noodlanding te maken. Twee bemanningsleden kwamen daarbij hierbij om het leven. Twee uur later werd door zes Glenn Martin bommenwerpers van de ML-KNIL een aanval verricht op deze Japanse landingsvloot.

### Hr. Ms. Vliegboot X-30
Luitenant-ter-zee der Eerste Klasse-vlieger H.V.B. Burgerhout was op 17 december 1941 zojuist op het vliegveld van Ternate (Celebes) geland met zijn Do 24 X-30 toen een vijandelijk verkenningsvliegtuig, een viermotorige Japanse Kawanishi-vliegboot, langs vloog. Burgerhout startte direct hierop zijn Dornier en zette de achtervolging in, waarbij hij de Kawanishi "enige schade" wist toe te brengen. Omdat de boordschutters van de Kawanishi hem hadden geraakt moest hij met averij naar Ternate terugkeren.

### Hr. Ms. Vliegboot X-27, GVT2 en GVT5
Op 23 december 1941 ondanks hevig luchtafweervuur van de wal, vanaf Japanse oorlogsschepen en tegenacties door Japanse jagers werden door zes Dornier-vliegboten (nl. X-11, X-12 en X-25 [=GVT2; lees vliegtuiggroep nr2]; X-26, X-27 en X-30 [=GVT5]) bij Davao in de Filipijnen een Japanse kruiser en een tanker gebombardeerd. GVT2 wist, in gesloten formatie vliegend, enige treffers op en rondom de tanker "Tonan Maru" te boeken. Deze tanker brandde geheel uit na een voltreffer van een 300 kg bom. Tijdens deze actie wist de X-27 en X-30 ieder een Japanse catapultjager uit de lucht te schieten. Door vijandelijk luchtafweervuur werd tijdens deze aanval de rechter motor van de X-27 buiten werking gesteld, terwijl de boot daarna een aanval van Japanse waterjagers kreeg te verduren. Nochtans zette de X-27 de aanval voort en bombardeerde de loodsen aan de kade. De X-27 ging tijdens deze actie verloren, waarbij de bemanning kon worden gered door de X-30.

### Gecombineerde actie van Hr. Ms. vliegboot X-35 en Hr. Ms. K XIV, 23 december 1941
Een van de eerste geallieerde successen na de Japanse aanval op Pearl Harbor werd behaald op 23 december 1941 voor de kust van Kuching op Sarawak – Borneo door een gecombineerde actie van de Koninklijke Marine. Slechts 16 dagen na de aanval op Pearl Harbor werd een Japanse invasievloot gespot die op weg was in zuidelijke richting naar Brits-Borneo. De Nederlandse onderzeeboot Hr. Ms. K XIV, gewaarschuwd voor hun positie, werd naar het westen gestuurd om een onderschepping te maken. De commandant van de onderzeeboot was luitenant-ter-zee eerste klasse C.A.J. van Well Groeneveld. De Japanse vloot veranderde echter in de nacht van koers naar het oosten op weg naar de stranden van Kuching - de tegenovergestelde richting aan die van de K XIV. De Marine Luchtvaartdienst groep GVT1 was met drie Do 24 vliegtuigen gestationeerd te Pontianak. De patrouillerende Do 24 X-35 van de MLD merkte de Japanse invasievloot op haar nieuwe koers op. Door een opmerkelijke toevallige ontmoeting werd ook de K XIV aan het oppervlak gesignaleerd en wist de X-35 middels lichtsignalen het bericht de locatie, koers en snelheid van het Japanse konvooi door te geven aan de K XIV. Terwijl de X-35 de verkenningsvliegtuigen van het konvooi weglokte voer de K XIV bij daglicht aan de oppervlakte op de vijand af en bereikte hem na het invallen van de duisternis. Hierdoor was de K XIV in staat om de Japanners bij verrassing in ondiepe wateren voor het landingshoofd bij Kuching aan te vallen waardoor de Japanners een gevoelige klap kregen. Drie schepen werden tot zinken gebracht en een werd zwaar beschadigd. De X-35 slaagde erin om, ondanks het feit dat ze werd bestookt door Japanse 'Pete' watervliegtuigen van een Japanse zware kruiser, veilig terug te keren naar de basis. Ook de K XIV wist door handig manoeuvreren naar Soerabaja te ontkomen.

### Hr. Ms. Vliegboten X-11, X-12, X-25 & X-26 vernietigd
Op 26 december 1941 landden de Japanse troepen op Tarakan (Borneo) waar de aldaar aanwezige olie-installaties nog net op tijd door Nederlandse troepen vernield konden worden (zie de Strijd om Tarakan (1942)). Nog diezelfde dag startte de X-30 om ca. 06.00 uur in de morgen vanaf het Meer van Tondano voor een nieuwe verkenningsvlucht naar Davao. Op de terugweg ontving de boot bericht dat boven Tondano luchtalarm was. Toen de boot boven de basis verscheen, was de bemanning ooggetuige van de gevolgen van de kort daarvoor plaatsgevonden aanval van Japanse Navy 0 jachtvliegtuigen. Alle Nederlandse Dornier vliegboten van GVT2 (nl. X-11, X-12 en X-25) alsmede de X-26 van GVT5 lagen brandend op het meer. In de nacht van 26 december 1941 werden de vliegboten van GVT2 en de X-26 van GVT5 gereed gemaakt voor een bomaanval op een Japanse scheepsmacht nabij Jolo. De vier Dorniers lagen volgeladen met bommen en benzine aan de boeien gemeerd, toen om ca. 07.10 uur de zes Japanse Navy 0 jachtvliegtuigen uitgerust met afwerpbare hulptanks, boven het meer verschenen. Het MLD-steunpunt bezat geen andere luchtafweer dan de boordmitrailleurs van de Dorniers, doch ondanks het hevige afweervuur wisten drie jagers alle X-boten van GVT2, benevens de X-26 van GVT5 (en de Sikorsky S.43 amfibievliegboot PK-AFT van de KNILM) in brand te schieten. Tijdens deze actie bleven de overige drie Japanse jachtvliegtuigen op grote hoogte boven het meer vliegen om eventueel ontsnappende vliegboten alsnog te kunnen onderscheppen en neer te schieten. De boordschutters beschoten de aanvallers tot op het laatste moment; in enkele gevallen wisten ze zich ternauwernood uit de brandende vliegboten te redden. Lukte dit dan hadden ze nog de kans om door kogels geraakt te worden. Deze aanval op Tondano betekende voor de MLD een uiterst zwaar verlies. Niet alleen werden twee vliegtuiggroepen volledig uitgeschakeld, maar ook zes MLD'ers verkoren het leven, waaronder van de X-11 de sgt-vlieger R.Siezen (registratienummer 14003) en vliegtuigmakersmaat C.Bruinhout (14170) die als vermist moest worden opgegeven; van de X-12 werd de sgt-vlieger G.J. Evers (13461) levensgevaarlijk gewond; op 4 januari 1942 overleed hij ten gevolge van de bekomen verwondingen. Vier man werden zwaar gewond en dertien bemanningsleden liepen lichte verwondingen op. Mogelijk was dit een vergelding van de aanval van de MLD op 23 december 1941 bij Davao op de Filipijnen door de zes vliegboten van de GVT2 en GVT5, waaronder ook Hr. Ms. X-27 en X-30 van GVT5. De X-30 ging op 3 februari 1942 verloren bij het Japanse bombardement op Morokrembangan. Het vliegtuig lag toen in reparatie.

### Hr. Ms. Vliegboot X-29
In december 1941 maakte X-29, onderdeel van GVT6 en onder commando van Paulus Lambertus Grimmius Adriani, verkenningsvluchten naar de Javazee, Noordwest Borneo. Op 24 januari was het onderweg naar Groot Natoena, pikte aldaar vier Russische schepelingen op en bracht hen naar Pontianak. Twee dagen later schoot het een Japans troepentransportschip in brand. Tijdens de aanval werd korporaal-vliegtuigmaker T. Veldman dodelijk getroffen door vijandelijk luchtafweergeschut. Er werden nog enige bombardementen op het vliegveld van Singkawang gedaan en vervolgens werd de X-29 op 29 januari naar het MLD vliegkamp Morokrembangan bij Soerabaja gebracht om gerepareerd te worden. Op 11 februari maakte de X-29 een evacuatietocht naar Banjarmasin, maar de stad bleek reeds door de Japanners veroverd te zijn. De X-29 werd vanaf de wal hevig beschoten maar wist te ontsnappen aan dit vuur. Tijdens de terugtocht naar Morokrembangan raakten twee motoren van de X-29 defect, waardoor een noodlanding moest worden gemaakt ter hoogte van het Westgat. Tijdens deze manoeuvre sloeg de X-29 over de kop en zonk. Adriani kon gered worden maar overleed de volgende dag aan zijn verwondingen. De drie andere slachtoffers waren: sergeant-vlieger P.J. de Ru (registratienummer 17476), korporaal-telegrafist J.J. Woltjes (14089), sergeant-zeewaarnemer J. de Vries (38018); allen werden als vermist opgegeven.

### Operatiën vanuit Ceylon en Australië
Na de capitulatie van Nederlands-Indië waren er zes Do 24's naar Australië uitgeweken.

#### De Aanval op Broome, 3 maart 1942
De aanval op Broome was een luchtaanval op 3 maart 1942 door Japanse jachtvliegtuigen op het vliegbasis van de Australische plaats Broome. Ten minste 88 personen vonden bij de aanval de dood. De MLD was zwaar getroffen, de Do 24 X-1, X-3, X-20, X-23 en X-28 werden vernietigd, alsmede de Consolidated PBY Catalina vliegboten Y-59, Y-60, Y-67 en Y-70. Broome was een tankplaats voor vliegtuigen, gelegen tussen Nederlands-Indië en de grotere plaatsen van Australië aan de oostkust. Hierdoor kwamen langs Broome vele Nederlandse vluchtelingen, afkomstig van onder meer Java, die waren verjaagd door de Japanse invasie. Door haar ligging groeide Broome uit tot een significante geallieerde militaire basis. Begin 1942, rond de Slag om Java, passeerden meer dan 1000 vluchtelingen uit Nederlands-Indië Broome, voornamelijk aangevoerd met watervliegtuigen.

#### Overige activiteiten
Vijf Do 24 toestellen werden uiteindelijk in april 1942 aan de RAAF overgedragen. Eén toestel bleef tot oktober 1943 in MLD en werd gebruikt voor het uitvoeren van verkennings- en ferryvluchten voor de Nederlandse Inlichtingendienst NEFIS. Tijdens de Tweede Wereldoorlog opereerde de MLD met Catalina's vanuit onder andere Ceylon en Australië. Het 860 squadron deed met Fairey Swordfish toestellen dienst op de hulpvliegdekschepen Macoma en Gadila. Op Ceylon werd nog het 321 Dutch Squadron RAF opgericht.

## Militaire Willemsorde
Bij Koninklijk Besluit van 9 april 1942 heeft Hare Majesteit Koningin Wilhelmina aan de Marine Luchtvaartdienst toegekend de Militaire Willemsorde der 4e Klasse op het vliegveld Pittsfield in de Verenigde Staten wegens:
In den strijd tegen Japan van het oogenblik der oorlogsverklaring op 7 december 1941 af, bij voortduring en zonder uitzondering, uitmundende diensten en uitstekenede daden verricht bij verkenningen, bombardementen, onderzeebootbestrijding, mijnenleggen en convoyeren, tegen een overmachtige vijand, waarbij allen hun uiterste krachten en velen hun leven hebben gegeven in onophoudelijke luchtgevechten en bij het toebrengen van groote verliezen aan den vijand.

## Naoorlogse periode

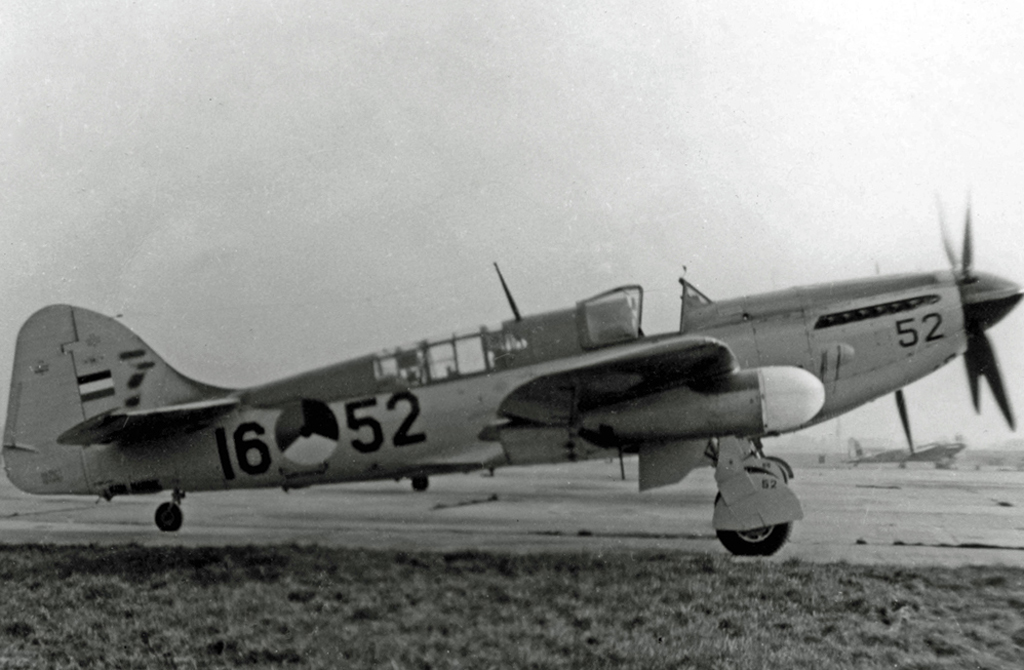
Fairey Firefly FR.4 van de MLD in 1952

Na de oorlog brak een bloeiperiode aan met het vliegdekschip Karel Doorman, waarvoor jachtvliegtuigen (Sea Fury, Sea Hawk) en anti-onderzeebootvliegtuigen (Firefly, Avenger, Tracker) werden aangeschaft. Vanaf vliegvelden op het land werd met lange-afstand patrouillevliegtuigen (Harpoon, Neptune, Breguet Atlantic, Orion) gevlogen. Veel vliegtuigen werden door de Verenigde Staten kosteloos verstrekt in het kader van het MDAP. Tot 1962 maakte de MLD nog gebruik van het vliegveld Biak op Nieuw-Guinea.
In de jaren vijftig kreeg de MLD zijn eerste helikopters (S-51, S-55, UH-1), eerst voor reddingstaken, maar vanaf de jaren zestig ook voor onderzeebootbestrijding (S-58, Wasp, Lynx) vanaf schepen. In de jaren zestig kwamen ook de eerste schepen (Poolster, Van Speijk klasse) in gebruik met helikopterhangar en vliegdek. Tegenwoordig zijn de meeste grotere oorlogsschepen (fregatten, bevoorradingsschepen, amfibisch transportschip) van hangar en vliegdek voorzien.
In zijn grootste omvang - begin van de jaren zestig - telde de MLD meer dan honderd vliegtuigen in elf squadrons. Het vertrek uit de laatste kolonie, Nieuw-Guinea (1962), in Azië leidde tot afschaffing van de Sea Hawk (1964) straaljagers en op termijn ook van het vliegdekschip (1968).
De taken van de Tracker anti-onderzeebootvliegtuigen werden daarna overgenomen door Breguet Atlantic vliegtuigen, die samen met Neptunes nog ruim een decennium lang een belangrijke anti-onderzeebootcomponent vormden. Toch ontkwam de MLD niet aan inkrimpingen en bezuinigingen. De eigen les- en transportvliegtuigen werden al snel afgeschaft. In 1978 werd nog besloten de Neptunes te vervangen voor moderne Orions, maar de Atlantics werden in 1984 afgedankt zonder vervanging. De MLD was in de jaren tachtig onderwerp van kritiek door de Algemene Rekenkamer, toen bleek dat de operationele en de onderhoudsdienst inefficiënt werkten. In de jaren tachtig werd de MLD georganiseerd in een Groep Vliegtuigen en een Groep Helikopters.

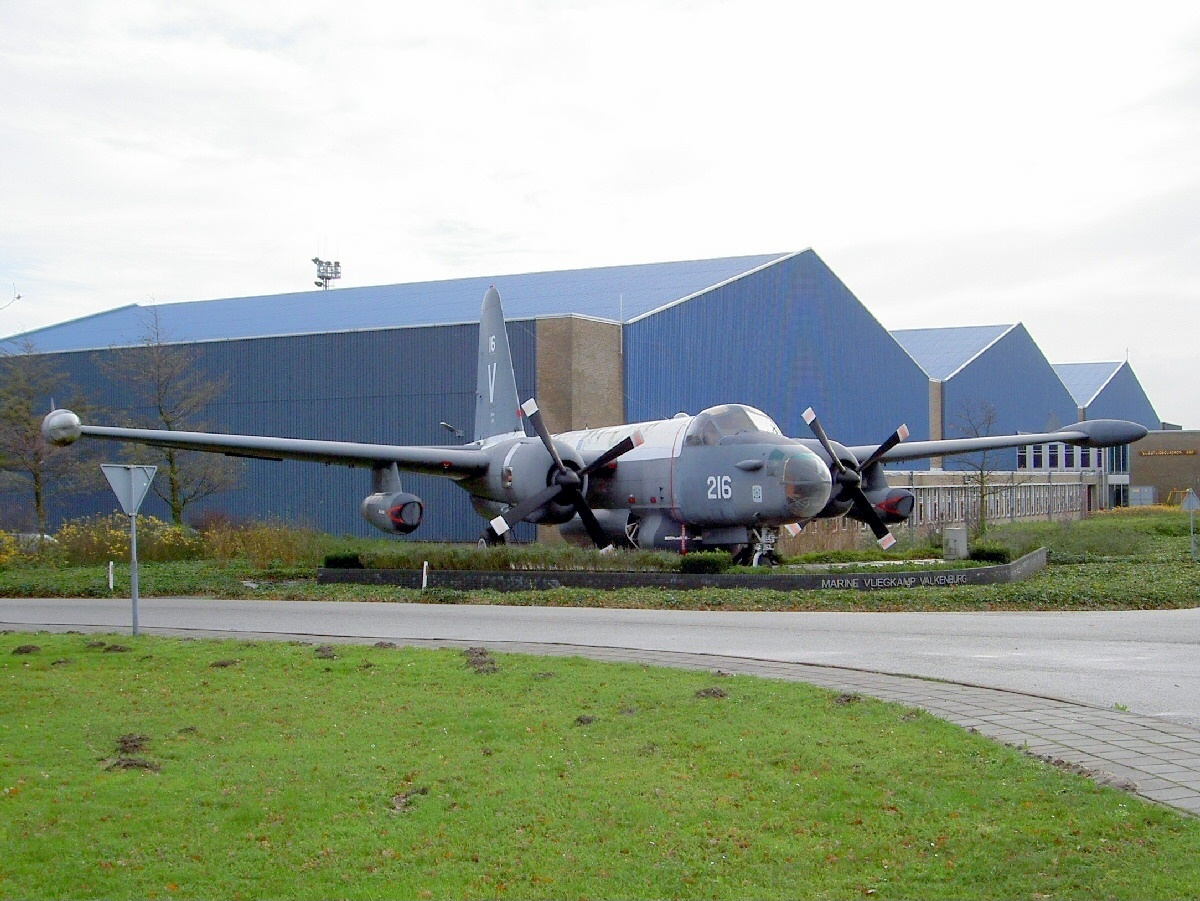
Een Neptune P2V-7 op de inmiddels gesloten vliegbasis Valkenburg.

De Groep Vliegtuigen, die uit twee squadrons bestond en was gevestigd op vliegkamp Valkenburg, bij Katwijk is op 1 januari 2005 opgeheven. De groep telde dertien Lockheed Orion patrouillevliegtuigen, waarvan er jaren geleden wegens bezuinigingen al drie uit dienst waren genomen. Voor de resterende tien liep een moderniseringsprogramma, maar eind 2004 besloot Defensie alle toestellen te verkopen aan Duitsland en Portugal. Vliegkamp Valkenburg bleef tot 2006 open voor de opleiding van Duitse en Portugese bemanningen. De Orions waren aanvankelijk bedoeld voor onderzeebootbestrijding boven de Atlantische Oceaan, maar kregen na 1990 meer taken boven land. Ze werden regelmatig ingezet bij internationale missies, zoals boven voormalig Joegoslavië en in de Perzische Golf. Tevens waren er ooit permanent drie gestationeerd in de Nederlandse Antillen en een op de basis Keflavík in IJsland.
Het detachement van het militaire deel van de dr. Albert Plesman luchthaven (HATO) op Curaçao is opgeheven. De taken van de Orions in het Caraïbisch Gebied waren in 2007 tijdelijk overgenomen door twee F-60U transportvliegtuigen van de Koninklijke Luchtmacht. Deze F-60U's zijn in verband met bezuinigingen uit dienst genomen en de kustwachttaken in het Caraïbisch Gebied werden overgenomen door twee De Havilland DHC-8 Long Range 100 vliegtuigen van de Canadese firma Provincial Airlines Ltd. Defensie heeft de kustwachttaak in 2006 voor de duur van tien jaar aan deze firma uitbesteed.

## Organisatie
De MLD, als zelfstandig onderdeel van de Koninklijke Marine, bestaat al enige tijd niet meer: de overgebleven Groep Helikopters, gevestigd op Marine Vliegkamp de Kooy bij Den Helder, is op 4 juli 2008 opgegaan in het Defensie Helikopter Commando (DHC) van het Commando Luchtstrijdkrachten op vliegbasis Gilze-Rijen, welke nu inzetgerede maritieme helikopters met bemanning levert aan de Koninklijke Marine. Hierbij wordt tegenwoordig zowel gebruikgemaakt van luchtmacht- als marinepersoneel.
De Westland Lynx is uitgefaseerd en vervangen door de maritieme versie van de NHIndustries NH90. Het voormalig marinevliegkamp heet nu Maritiem Vliegkamp De Kooy waar 860 squadron met de NH90 NFH wordt gedetacheerd.
De Search And Rescue (SAR) voor de Waddenzee en het patiëntvervoer voor de Waddeneilanden worden nog door het CLSK vanaf vliegbasis Leeuwarden uitgevoerd tot de uitfasering van de Agusta Bell AB412SP helikopters van vliegbasis Leeuwarden. Het Belgische bedrijf Noordzee Helikopters Vlaanderen heeft in 2014 een contract van 5 jaar afgesloten met de Nederlandse overheid en heeft twee Dauphin helikopters op Rotterdam en op De Kooy gestationeerd t.b.v. SAR taken.

## Vliegtuigtypen van de MLD na de Tweede Wereldoorlog
| Vliegtuigen van de Marine Luchtvaartdienst | Vliegtuigen van de Marine Luchtvaartdienst | Vliegtuigen van de Marine Luchtvaartdienst | Vliegtuigen van de Marine Luchtvaartdienst |
| Type                                       | In gebruik                                 | Aantal                                     | Squadrons                                  |
| Jachtvliegtuigen                           | Jachtvliegtuigen                           | Jachtvliegtuigen                           | Jachtvliegtuigen                           |
| ------------------------------------------ | ------------------------------------------ | ------------------------------------------ | ------------------------------------------ |
| Hawker Sea Fury                            | 1948-1956                                  | 47                                         | VSQ 3, VSQ 4, VSQ 860                      |
| Hawker Sea Hawk                            | 1957-1964                                  | 22                                         | VSQ 3, VSQ 860                             |
| Patrouillevliegtuigen (vliegdekschip)      |                                            |                                            |                                            |
| Fairey Barracuda                           | 1945-1946                                  | 12                                         | VSQ 860                                    |
| Fairey Firefly Mk.1                        | 1946-1954                                  | 30                                         | VSQ 860, VSQ 861                           |
| Fairey Firefly Mk.4                        | 1946-1961                                  | 40                                         | VSQ 1, VSQ 2, VSQ 4, VSQ 6, VSQ 7          |
| Fairey Firefly Mk.5                        | 1949-1961                                  | 14                                         |                                            |
| Grumman TBF Avenger                        | 1954-1960                                  | 78                                         | VSQ 1, VSQ 2, VSQ 4                        |
| Grumman S-2 Tracker                        | 1960-1974                                  | 43                                         | VSQ 1, VSQ 2, VSQ 4                        |
| Amfibie vliegtuigen                        |                                            |                                            |                                            |
| Supermarine Sea Otter Mk.2                 | 1949-1954                                  | 8                                          |                                            |
| Martin PBM-5A Mariner                      | 1955-1959                                  | 17                                         | VSQ 8, VSQ 321                             |
| Catalina PBY-5A                            | 1946-1957                                  | 22                                         | VSQ 7                                      |
| Patrouillevliegtuigen (vanaf landbases)    |                                            |                                            |                                            |
| North American B-25 Mitchell               | 1947-1952                                  | 9                                          | VSQ 320                                    |
| Lockheed PV-2 Harpoon                      | 1951-1954                                  | 18                                         | VSQ 8, VSQ 320                             |
| Lockheed P-2V5 Neptune                     | 1954-1961                                  | 12                                         | VSQ 320                                    |
| Lockheed P-2V7 Neptune                     | 1961-1982                                  | 19                                         | VSQ 5, VSQ 320, VSQ 321                    |
| Breguet SP-13A Atlantic                    | 1969-1984                                  | 9                                          | VSQ 321                                    |
| Lockheed P-3 Orion                         | 1982-2005                                  | 13                                         | VSQ 320, VSQ 321                           |
| Lesvliegtuigen                             |                                            |                                            |                                            |
| Fairey Firefly T-1                         | 1948-1958                                  | 2                                          |                                            |
| Gloster Meteor T. Mk.7                     | 1958-1962                                  | 10                                         | VSQ 3                                      |
| Taylorcraft Auster Mk. 3                   | 1948-1956                                  | 4                                          |                                            |
| Airspeed Oxford                            | 1943-1952                                  | 5                                          | VSQ 320                                    |
| North American Harvard                     | 1947-1966                                  | 8                                          |                                            |
| Beechcraft TC-45J Navigator                | 1954-1974                                  | 6                                          | VSQ 5                                      |
| Fokker S.11                                | 1959-1973                                  | 9                                          | VSQ 9 (uitgefaseerd KLu)                   |
| Transportvliegtuigen                       |                                            |                                            |                                            |
| Douglas C-47 Dakota                        | 1945-1961                                  | 15                                         | VSQ 8, VSQ 321                             |
| Helikopters                                |                                            |                                            |                                            |
| Sikorsky S-51                              | 1951-1954                                  | 1                                          |                                            |
| Sikorsky S-55                              | 1954-1962                                  | 3                                          | VSQ 7                                      |
| Sikorsky S-58/HSS-1 Seabat                 | 1960-1972                                  | 12                                         | VSQ 8                                      |
| Agusta Bell AB-204B                        | 1962-1978                                  | 8                                          | VSQ 1, VSQ 7                               |
| Westland AH-12A Wasp                       | 1966-1981                                  | 12                                         | VGSQ 860                                   |
| Westland Lynx                              | 1976-2012                                  | 24                                         | VGSQ 7 en VGSQ 860                         |

## Bekende militairen van de MLD
- Paulus Lambertus Grimmius Adriani, vlieger van de Dornier Do 24 X-29
- Johan Willem de Bruyn Kops, reserve-sergeant-vlieger bij het 320 Dutch Squadron RAF
- Hugo Burgerhout, vlieger bij onder andere het 320 Dutch Squadron RAF
- Folef d'Aulnis de Bourouill, vlieger, onder andere bij No. 18 (Netherlands East Indies) Squadron
- Karel Doorman, vlieger
- Pieter Dourlein, korporaal-schutter bij het 320 Dutch Squadron RAF
- Johannes Hendrikus Antonius Gommers
- Jacob Laurens den Hollander, vlieger
- Charles Douw van der Krap, waarnemer en Ridder 4e Klasse in de Militaire Willems-Orde
- Hans van der Kop, navigator bij het 320 Dutch Squadron RAF en schrijver
- Johan Nicolaas Mulder, vlieger en commandant van het 320 Dutch Squadron RAF
- Bert Boon von Ochssée, vlieger
- Leendert Adrianus Hendrikus Rombeek, vlieger Dornier Wal (NOI), Fokker TW VIII (Bronzen Kruis) Cdt. MVK Morokrembangan (1e Politionele Actie), Sous-Chef MLD (MvM 1948-1951)
- Heije Schaper, ridder Militaire Willems-Orde en Distinguished Flying Cross (Verenigd Koninkrijk), Cdt. MLD/Vlagofficier MLD 1949-1954
- Bastiaan Sjerp, vlieger bij onder andere het 321 Dutch Squadron RAF
- Boy Thomann, boordschutter bij het 320 Dutch Squadron RAF
- Kees Witholt, vlieger bij het 320 Dutch Squadron RAF
- Frits Wissel, vlieger en ontdekker van de naar hem genoemde Wisselmeren te Nieuw-Guinea
- Dries Feenstra, vlieger en instructeur, brevet 26 september 1919.[7]
- Joannes Berkhout, sergeant-vliegtuigmaker, chef onderhoud Fokker T.VIIIw's van 320 squadron der Marine Luchtvaartdienst MLD op RAF Station Pembroke Dock